# ICC Test Championship
L'ICC Test Championship est un classement de cricket régit par l'International Cricket Council pour les dix nations ayant le statut de test pour déterminer la hiérarchie de ces équipes. 
Après chaque série de tests, les deux équipes reçoivent un certain nombre de points. Le nombre total de points d'une équipe divisé par le nombre de maths joués donne l'évaluation d'une équipe. Les équipes sont classées par ordre d'évaluation.
Au 18 juillet 2017, l'Inde est en tête de ce classement.

## Calcul de l'évaluation
Le calcul de l'évaluation d'une équipe se fait comme suit :
- Les points de chaque équipe sont basés sur le résultat de ses matchs.
- L'évaluation d'une équipe est le nombre total de ses points divisé par le nombre total de matchs et de séries joués (une série inclus au moins deux tests).
- Une série ne compte que s'il a été joué dans les trois dernières années.
- Les séries jouées durant les deux premières années de cette période de trois ans comptent à moitié, pour donner aux matchs récents plus d'importance.
- La détermination des points ce fait comme suit :
  - On détermine le résultat de la série comme suit :
    - On attribue un point à une équipe pour chaque victoire.
    - On attribue un demi point à une équipe pour chaque draw.
    - On attribue un point de bonus à l'équipe qui gagne la série.
    - On attribue un demi-point de bonus aux deux équipes si la série est nulle.

  - On effectue ensuite le calcul suivant : 
    - Si l'écart entre l'évaluation entre les deux équipes au début de la série est de moins de quarante points, l'évaluation de chaque équipe vaut :
      - (Le résultat de la série pour l'équipe) multiplié par (50 points de plus que l'évaluation de l'équipe adverse) plus
      - (Le résultat de la série pour l'équipe adverse) multiplié par (50 points de moins que l'évaluation de l'opposant)

    - Si l'écart entre l'évaluation entre les deux équipes au début de la série est supérieur ou égal à quarante points, l'évaluation de la meilleure équipe vaut :
      - (Le résultat de la série pour l'équipe) multiplié par (10 points de plus que l'évaluation de l'équipe) plus
      - (Le résultat de la série pour l'équipe adverse) multiplié par (90 points de moins que l'évaluation de l'équipe)

    - Si l'écart entre l'évaluation entre les deux équipes au début de la série est supérieur ou égal à quarante points, l'évaluation de la moins bonne équipe vaut :
      - (Le résultat de la série pour l'équipe) multiplié par (90 points de plus que l'évaluation de l'équipe) plus
      - (Le résultat de la série pour l'équipe adverse) multiplié par (10 points de moins que l'évaluation de l'équipe)

  - On ajoute ensuite les points ainsi calculés au nombre total de points de chaque équipe et on calcule la nouvelle évaluation.